# Sieben Memminger Wahrzeichen
Die Kenntnis der sieben Memminger Wahrzeichen galt lange Zeit als Nachweis, dass die Gesellen der verschiedenen Zünfte wirklich in Memmingen ihre Lehrzeit absolviert hatten. So musste jeder Geselle diese Wahrzeichen aufzählen können und ihre Bedeutung kennen. Eine Parallele besteht zu den Sieben Wundern – hier mussten die Studenten den Nachweis führen, in Jena gewesen zu sein.
Ob allerdings die heutigen Wahrzeichen wirklich die gleichen wie im Mittelalter sind, ist unwahrscheinlich, da viele der Bauwerke erst in der Renaissance gebaut wurden. Das Siebendächerhaus, der grüne Teufel von St. Martin und der Gaul in der Wiege werden wohl damals nicht dazu gehört haben. Es gibt allerdings keinerlei Aufzeichnungen, welche Gebäude und Begebenheiten früher als Wahrzeichen galten. In den Archiven Memmingens bzw. der umliegenden Städte ist immer nur von den sieben Memminger Wahrzeichen die Rede.
Zu den sieben Memminger Wahrzeichen zählen:
- Die Wasserkunst
- Der Gaul in der Wiege
- Der Basilisk
- Die blaue Saul
- Das Siebendächerhaus
- Die heilige Hildegard
- Der grüne Teufel von St. Martin

## Wahrzeichen

### Die Wasserkunst
Die Wasserkunst war ein Meisterwerk mittelalterlicher Wassersysteme. Hier wurde etwas für damalige Verhältnisse Beachtliches geschaffen. Am Mauereintritt wurde die Memminger Ach über den Stadtgraben geleitet und der Wegbach weitergeführt. Befestigt wurde die Wasserkunst mit dem Wasserkunstturm. Durch den Bahnbau, die Trockenlegung der Wassergräben um die Stadt sowie durch den Abbruch der Stadtmauer wurde die Wasserkunst überflüssig, so dass sie 1862 dem Abbruch zum Opfer fiel. Lediglich eine Wasserfalle erinnert noch an die Pionierleistung der damaligen Baumeister.

### Der Gaul in der Wiege
Hierbei handelt es sich um die Geschichte einer scheintoten Ehefrau: Ein Totengräber wollte von einem frischen Grab die Schmuckbeigaben stehlen. Als er den Sargdeckel abnahm, richtete sich die Totgeglaubte auf und fragte: „Was willst du?“. Entsetzt floh der Totengräber. Die vermeintlich tote Frau aber ging nach Hause. Ihr Mann traute seinen Augen nicht und sagte ihr, sie könne nicht seine Frau sein, „so wenig, wie mein Gaul in der Wiege liegt“. Die beiden schauten nach. Und siehe da: Der Gaul lag tatsächlich in der Wiege. Der Mann ließ die Frau daraufhin ins Haus und die beiden verbrachten weitere glückliche Jahre miteinander. Zur Erinnerung ließ der Mann der Sage nach das Gemälde an seinem Haus anbringen. Es heißt, dass das Gemälde nie verblassen darf, da sonst die Frau in dem Haus geistern soll.

### Der Basilisk
Der Basilisk trieb auch in Memmingen sein Unwesen. Er soll in einem Haus in der Hinteren Gerbergasse gehaust haben. Er heißt auch der Drache hinterm Engel, was auf das Gasthaus Engel in der davorliegenden Hirschgasse zurückzuführen ist. Es wird davon ausgegangen, dass der versteinerte Basilisk, der im Stadtmuseum zu besichtigen ist, ein Schlussstein des Gewölbes des im 16. Jahrhundert abgebrochenen Schottenklosters war.
Die Sage hat wohl einen wahren Kern. Die Abortgruben im Keller aller Häuser mussten damals alle drei bis vier Jahre gereinigt werden. Dies wurde aber oft von den Bewohnern der Häuser vernachlässigt. Durch die sich bildenden Gase kamen des Öfteren durch „mysteriöse Umstände“ Menschen ums Leben. Dafür wurde der Basilisk verantwortlich gemacht.

### Die blaue Saul
Die blaue Saul ist eine Säule am Marktplatz, welcher wohl der erste Richtplatz des Gerichtsbezirks Memmingen war. Allerdings kann niemand mit Bestimmtheit sagen, warum die Säule blau ist. Es ist allerdings eine Geschichte überliefert:
Eines Nachts nach der Sperrstunde ging ein Ratsherr recht betrunken aus einer der unzähligen Weinstuben nach Hause. Seine Begleitung, die er benötigte, um überhaupt nach Hause zu finden, hörte am Marktplatz den Nachtwächter. Er lehnte den betrunkenen Ratsherrn an die Säule, um den Nachtwächter abzulenken. Als dies geschafft war, holte er den Ratsherrn wieder ab. Allerdings hatte sein blauer Zustand die Säule blau eingefärbt. Seit diesem Zeitpunkt soll die blaue Saul existieren.

### Das Siebendächerhaus
Das Siebendächerhaus diente den Gerbern zum Trocknen ihrer Felle. Die außergewöhnliche Architektur des Hauses verleiht ihm den Namen. So hat es insgesamt sieben Dächer, wobei der Giebel auch als Dach zählt.

### Die heilige Hildegard
Die heilige Hildegard ist ein Bildnis von Bernhard Strigel am Turm von St. Martin. Es sollte ursprünglich den letzten staufischen König Konradin von Sizilien darstellen, der durch Karl I. von Anjou in Neapel hingerichtet wurde. Allerdings erkannte ihn die Bürgerschaft nicht, sondern meinte, es stelle die damals als heilige verehrte Hildegard, die aus Oberschwaben stammende Gattin Karls des Großen dar.

### Der grüne Teufel
Der grüne Teufel ist ein heute nicht mehr vorhandenes Bildnis des Teufels in der Sankt-Martins-Kirche. Verschwunden ist es im Zweiten Weltkrieg. Als das Dach von St. Martin mit feuerfester Farbe geschützt wurde, strichen die Zwangsarbeiter und Kriegsgefangenen das Fresko an der Stirnwand des Chores ebenfalls mit dieser Farbe. Dadurch war der Teufel für immer verloren. Allerdings befinden sich in St. Martin noch weitere Teufel (der weiße, der steinerne, der hölzerne und andere). Das Bildnis muss so ähnlich ausgesehen haben, wie das in der Stiftskirche von Holzgünz. Der Maler des roten Teufels in Holzgünz und der des grünen Teufels in St. Martin stammten beide aus der Künstlerfamilie Sichelbein in Memmingen.

Galerie
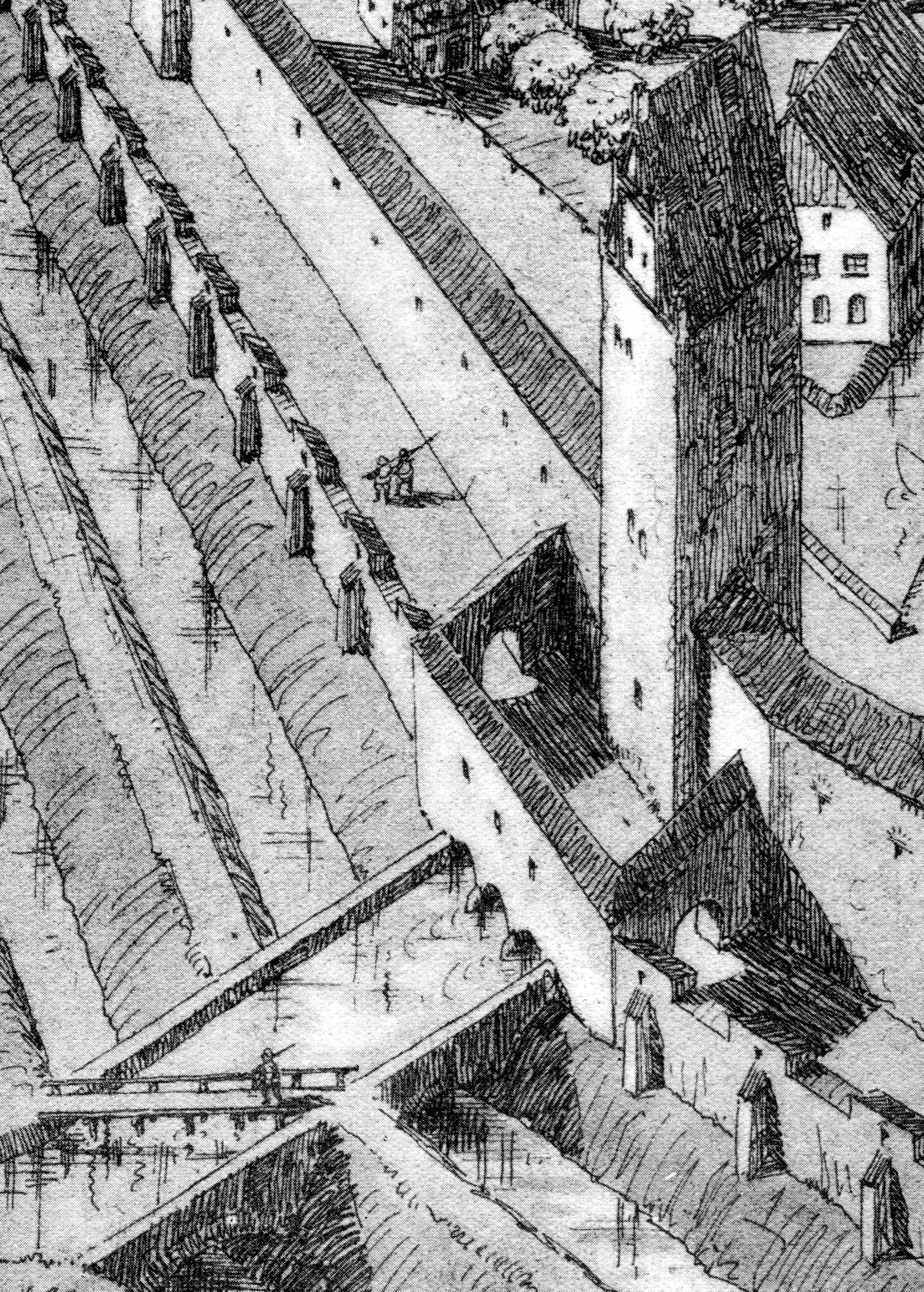
Die Wasserkunst vor ihrem Abbruch
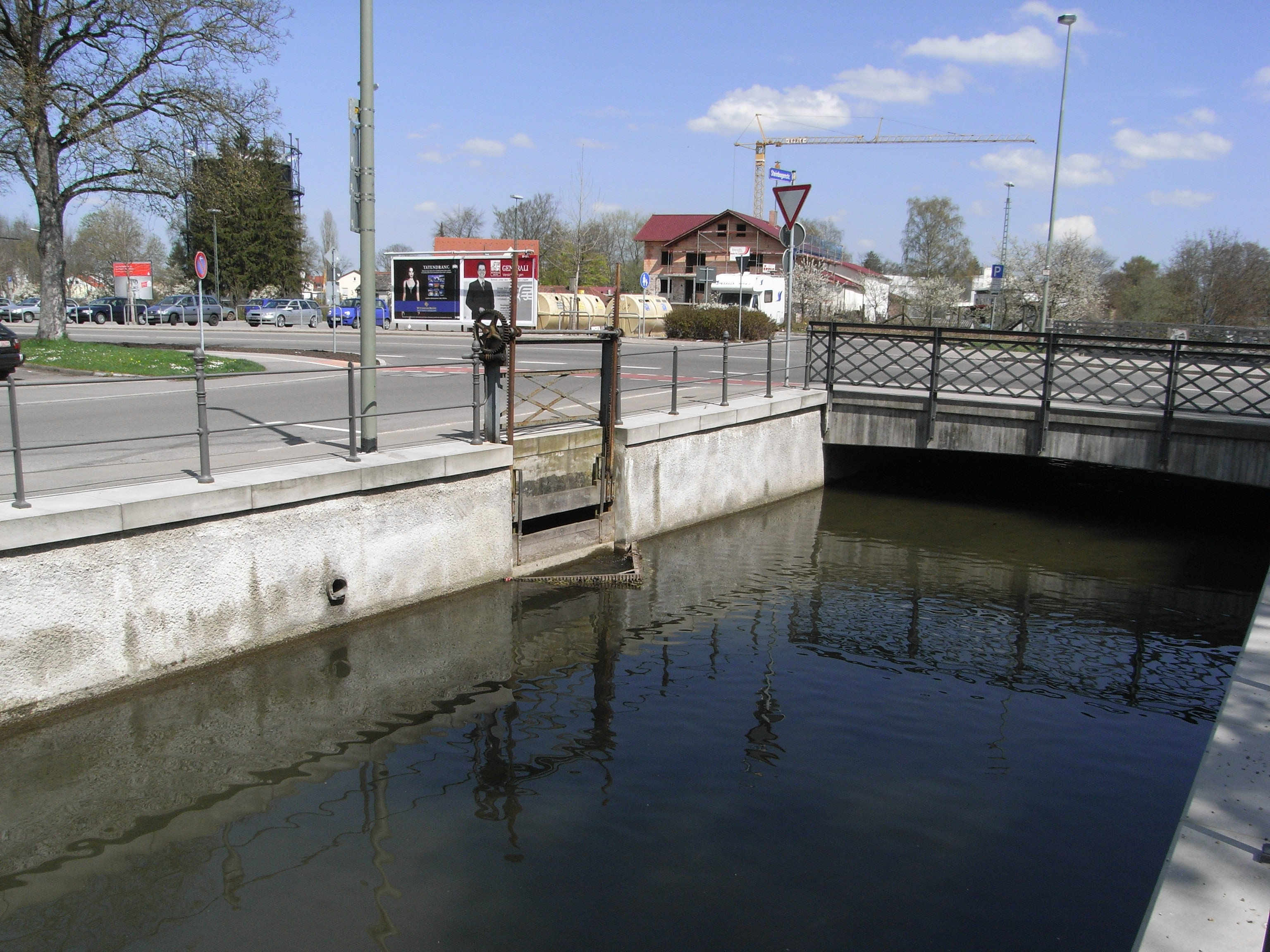
Die Reste der ehemals stolzen Wasserkunst – nur noch die Falle links erinnert daran
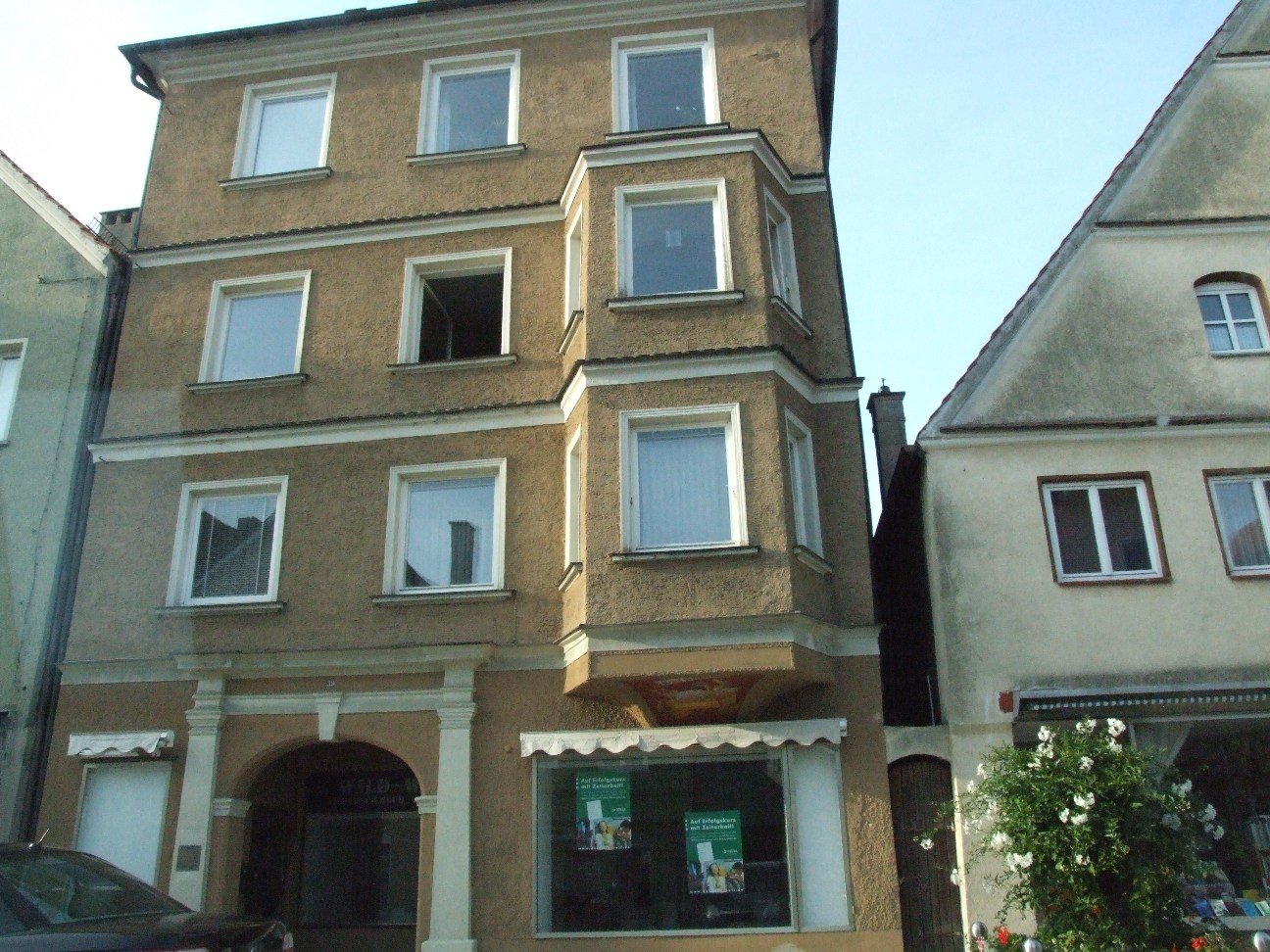
Das Haus vom Gaul in der Wiege
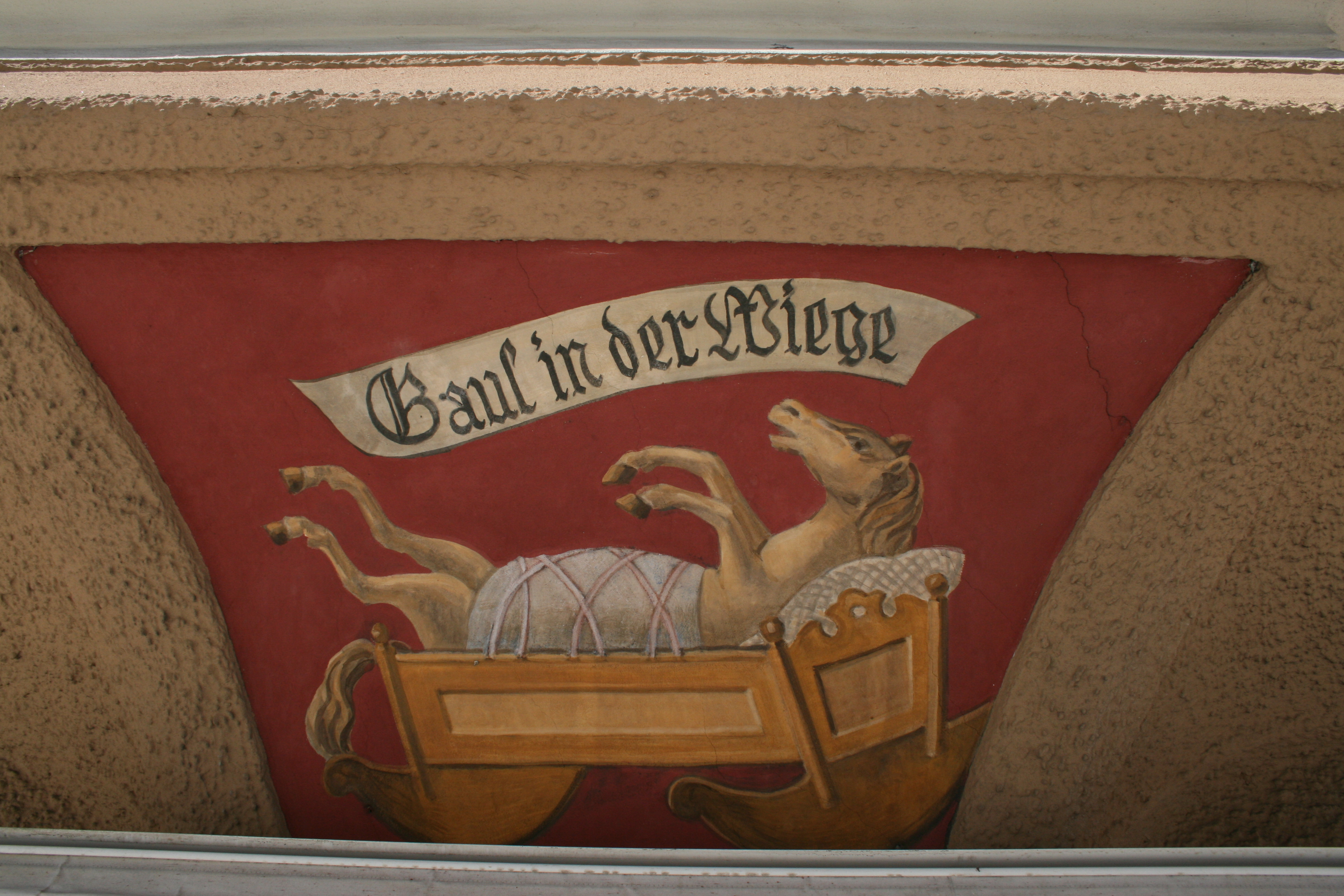
Das Bildnis vom Gaul in der Wiege
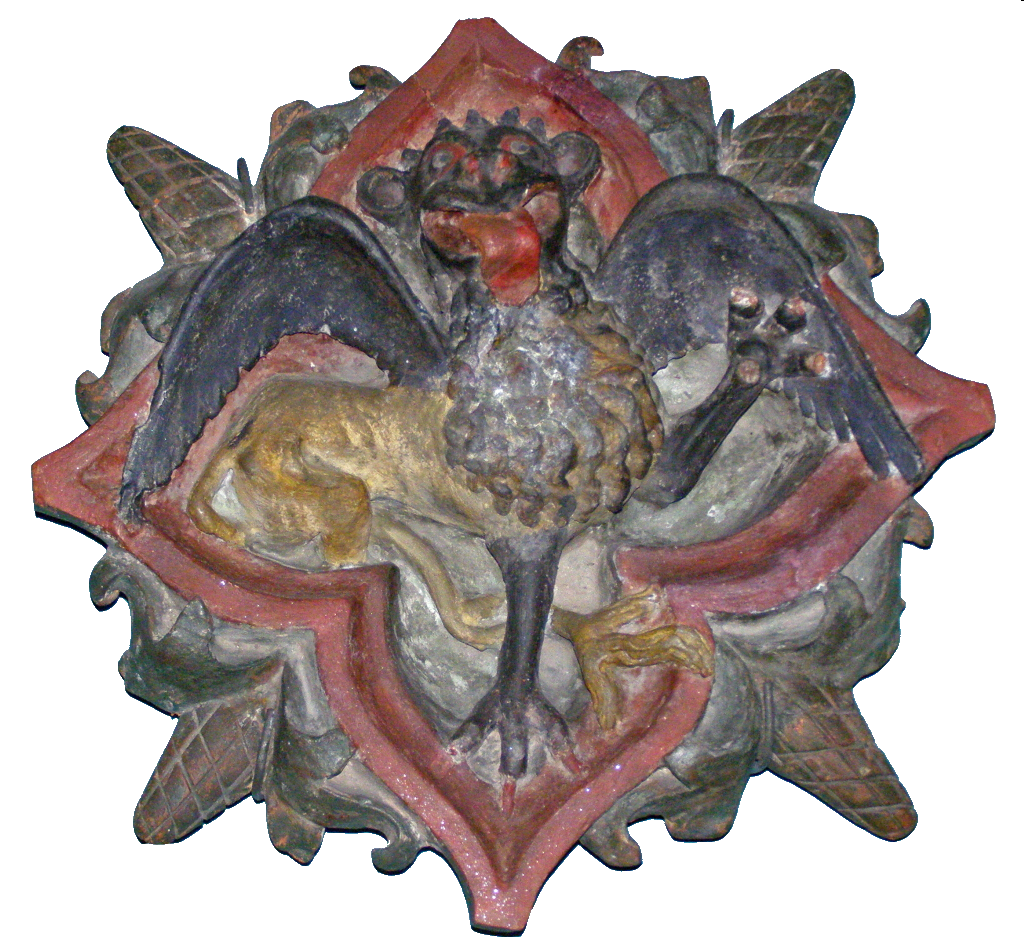
Der Basilisk – Stadtmuseum Memmingen
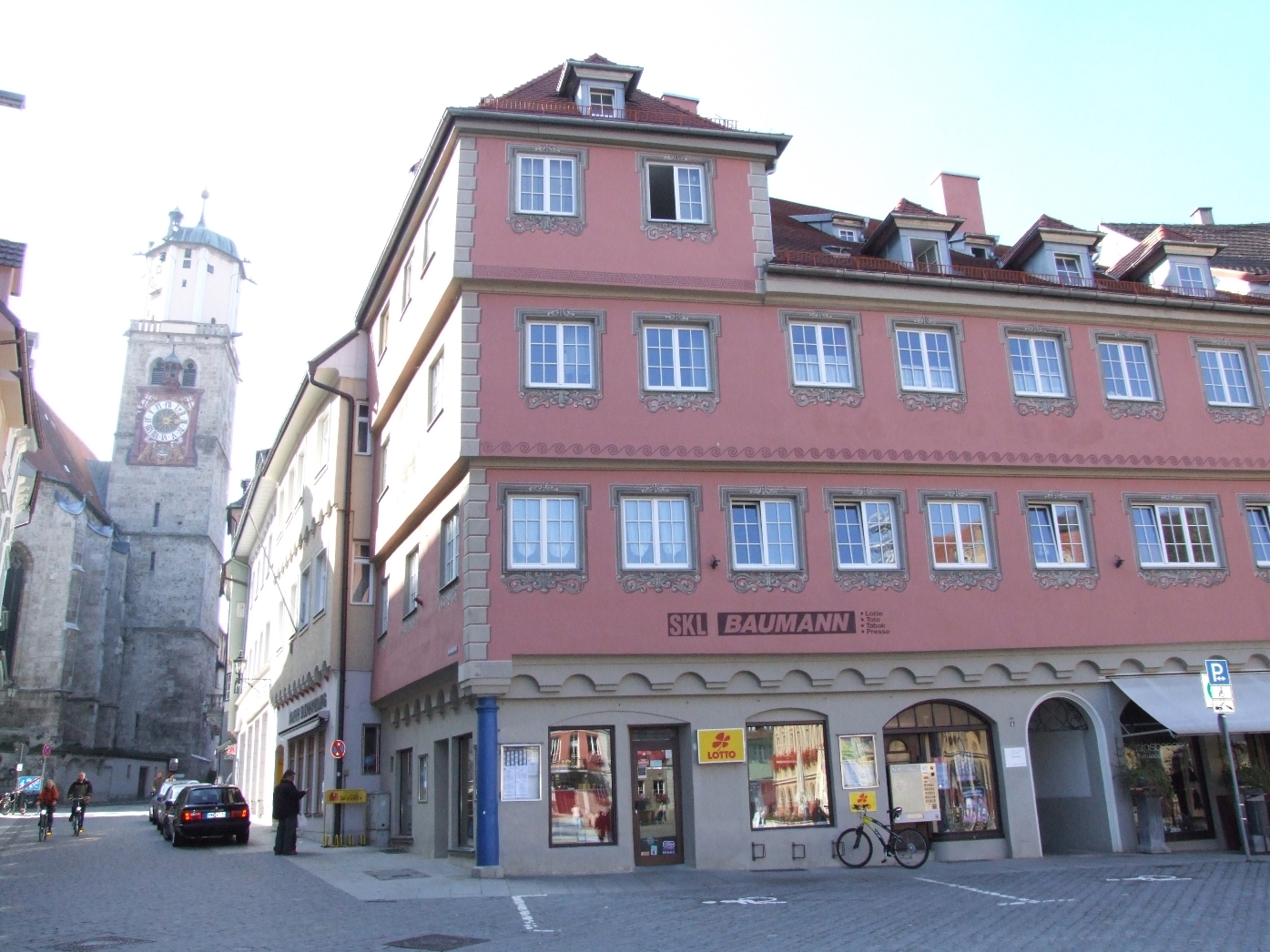
Das Haus mit der Blauen Saul
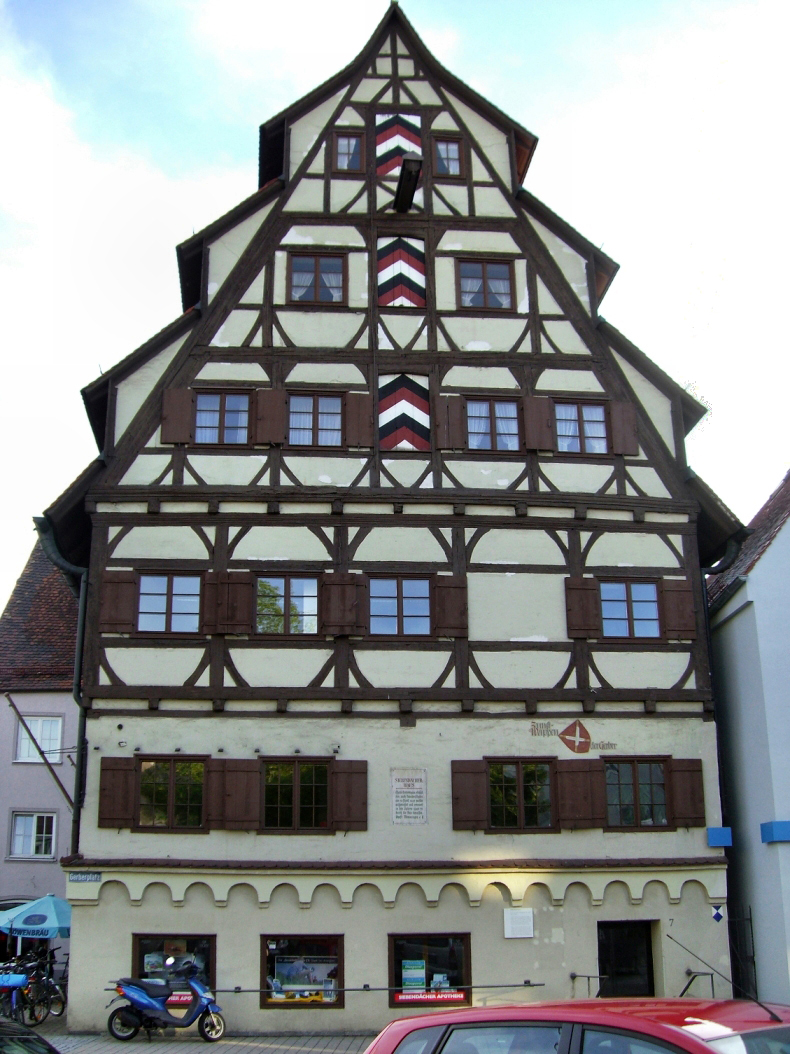
Das Siebendächerhaus
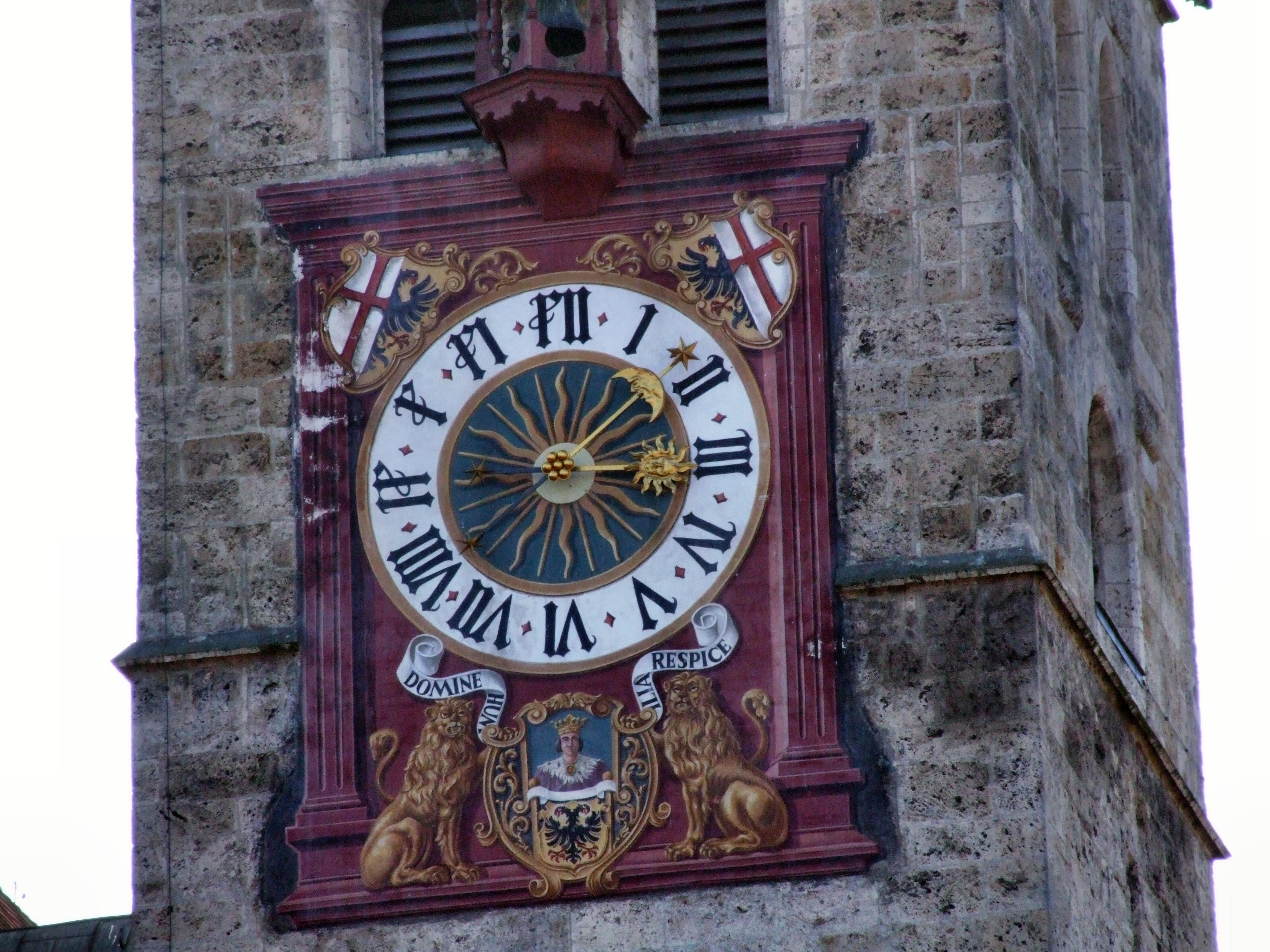
Der Königskopf am unteren Bildrand soll die Heilige Hildegard darstellen